# Christian Davies
Christian Davies (1667 – 7 de julio de 1739), nacida Christian Cavanagh también conocida como Kit Cavanagh o Madre Ross fue una mujer irlandesa que se unió al Ejército británico en 1693 disfrazada de hombre. Luchó con la infantería en Flandes durante la guerra de los Nueve Años hasta 1697, entonces se unió al 4.º de Dragones, más tarde en el 2.º  de Dragones Reales del Norte y finalmente con los Scots Greys en la guerra de sucesión española de 1701 a 1706. El autor Daniel Defoe la conoció en su vejez cuando era una pensionista del Chelsea y convirtió su historia en un libro titulado La Vida y Aventuras de la Señora Christian Davies.

## Primeros años
Christian "Kit" Cavanagh nació en 1667 en Dublín, Irlanda. Durante su vida, utilizó los siguientes apellidos: Welsh, Welch, Ross, Jones, y Davies. Era  hija  de un cervecero local. A pesar de que sus padres eran protestantes, apoyaron al rey Jacobo II de Inglaterra durante su campaña en Irlanda. Su padre sirvió en el Ejército Jacobita, muriendo a raíz de las heridas recibidas en la Batalla de Aughrim. Las propiedades de la familia fueron confiscadas como resultado de su apoyo a la causa jacobita.
Adolescente, se implicó en un romance con un pariente de su madre. Incapaz de cuidarla, algunos relatos la muestran huyendo de su madre, y es cierto que Kit Cavanaugh se fue a vivir con su tía que regentaba una posada en Dublín. Pronto, conoció y se casó con Richard Welsh (algunas fuentes le nombran como Richard Walsh), un criado de su tía. Después de su muerte, heredó la posada. A pesar de su relativa juventud, ella dirigía el establecimiento como propio, con Richard siendo uno de los camareros. Tuvieron dos hijos, y encontrándose embarazada del tercero Richard desapareció de repente en 1691.

## Buscando al marido perdido

### Infantería
Bajo circunstancias poco claras, su marido acabó en el Ejército británico. Algunas historias lo consideran voluntario mientras otras indican que fue presionado a ingresar al ejército. De cualquier manera, él aparentemente intentó escribir a su esposa para informarle de su situación. Finalmente, una de las cartas consiguió llegar a destino, diciendo a Cavanagh que se encontraba en el Ejército británico sirviendo en Holanda. Poco dispuesta a sencillamente perder el esposo, Cavanagh colocó a sus niños al cuidado de su madre, se cortó el cabello, y se disfrazó de hombre para unirse al Ejército británico y encontrar al marido perdido.
Inicialmente, Cavanagh se unió a la compañía de infantería del capitán Tichborne bajo el falso nombre de Christopher Welch. Como infante, luchó en la Batalla de Landen. Allí fue herida y capturada por los franceses. En 1694, fue intercambiada y regresó al Ejército británico, que seguía desconociendo su verdadero género.
Después de ser intercambiada, continuó como soldado en el ejército británico, todavía buscando a su marido. Continuó como miembro de la compañía de Tichborne hasta que se vio envuelta en una disputa con un sargento de la compañía, al que mató en un duelo por una mujer. Tras el duelo, y posiblemente a raíz de él, Welch fue dada de baja del ejército.

### Dragones
Se volvió a realistar rápidamente, ahora en el 4.º de Dragones Reales del Norte (más tarde los Scots Greys) en 1697. Como dragón,  participó en la guerra hasta la Paz de Ryswick. Desmovilizada al término de la lucha, todavía tenía que encontrar a su marido. Finalmente se realistó con los Scots Greys cuándo la guerra de sucesión española empezó en 1701.
De alguna manera, ella logró encubrir que era una mujer. Como señala Marian Broderick, "Sorprendentemente, ella logró hacer todo esto sin ser descubierta: comía con ellos, bebía con ellos, dormía con ellos, jugaba a las cartas con ellos, incluso orinaba a su lado utilizando lo que ella describe como "un tubo de plata recubierto de cuero. Nadie fue más sensata que yo." Tuvo tanto éxito en hacerse pasar por hombre, que una prostituta reclamó que era el padre  de su hijo. En lugar de dar pruebas de que esto era imposible, Cavanagh le pagó la manutención a la mujer.
Durante su tiempo como dragón, Cavanagh aprendió a disfrutar su vida como soldado. Ella particularmente parecía disfrutar con el saqueo tras las batallas. Como mujer que había mantenido un negocio exitoso, fue una eficaz merodeadora.
Cabalgando con los Scots Greys, fue herida en la Batalla de Schellenberg. No quiso quedar atrás por la bala de mosquete que quedó alojada en su muslo, estando con el regimiento en la Batalla de Blenheim. Después del enfrentamiento, fue asignada como guardián de los prisioneros franceses. Allí encontró, después de trece años de búsqueda, a su marido. Richard Welsh era entonces un privado en el 1.º Regimiento de Infantería. Según algunas versiones, le reconoció mientras intentaba recoger a una mujer holandesa. Welch reclamó haberle enviado numerosas cartas, pero ninguna le había llegado. Habiendo encontrado a su marido con otra mujer,  rechazó volver con él, prefiriendo quedarse como dragón en los Scots Greys.
A pesar de la rabia por haber encontrado a su marido engañándola, ambos quedaron un poco cercanos. Apalabraron no revelar su identidad, pretendiendo sin embargo ser hermanos. El engaño funcionó, en el regimiento nadie sospechaba que fuera una mujer, incluso era conocida como "el bonito dragón" por su apostura y gallardía.
Su vida como soldado continuó sin incidencias hasta 1706 y la Batalla de Ramillies. Allí fue otra vez herida, ahora con una fractura craneal. Cuando el cirujano del regimiento la trató, descubrió que Christopher Welsh era una mujer. La noticia del descubrimiento se extendió rápidamente a través de la brigada de caballería británica. Finalmente Lord Hays, el comandante de brigada de los Scots Greys, intervino, llamando al supuesto hermano, el marido de Cavanagh, trayéndolo del 1.º Regimiento de Infantería. Después de oír la historia entera de Cavanagh, ordenó que su paga continuara mientras ella permaneciera al cuidado del ejército.

## Esposa militar
Una vez lo suficientemente recuperada, Cavanagh, ahora Señora Welsh, fue dada formalmente de baja de los Scots Greys. Como parte de su alta, los oficiales de los Scots Greys pagaron un vestuario femenino para la Señora Welsh. Algunas fuentes informan que luchó abiertamente como mujer; aun así, esto es muy poco probable. Después de la Batalla de Ramillies, no hay ninguna evidencia de que continuara sirviendo como dragón. Se le permitió permanecer en el ejército como esposa del oficial de primero de infantería.
A pesar de que las fuentes la mencionan como una esposa fiel, la reputación de su marido era opuesta. Incluso después de ser reunido con su cónyuge, Richard Welsh continuó viendo a otras mujeres. Cuándo Cavanagh descubrió que una de sus amantes todavía seguía al regimiento, Cavanagh la atacó y le cortó la nariz. Aun así, en la Batalla de Malplaquet, su marido cayó muerto. Cavanagh se pasó todo el día después de la batalla buscando el cuerpo de su marido, entregando hasta doscientos cadáveres antes de encontrarlo para poderlo enterrar.
Después de la muerte de su marido, mantuvo una relación con el capitán Ross de los Scots Greys. Para el resto de sus días, sería conocida en el regimiento como "Madre Ross". Aunque no llegó a casarse con Ross, sí lo hizo con otro dragón de los Scots Greys, Hugh Jones, tres meses después de la Batalla de Malplaquet. Jones moriría en el asedio de Saint-Venant en 1710.

## Regreso del continente
En 1712, cuando la guerra de sucesión española terminó, Cavanagh regresó a casa con las tropas. Debido a su extraordinaria historia, fue presentada en la corte de la Reina Ana. La soberana le concedió una recompensa de £50 y un chelín al día para el resto de su vida como pensión.
Finalmente regresó a Dublín en 1713, y se casó de nuevo. Su tercer marido, como los otros, era soldado. Su nombre era Davies.
Vivieron en Dublín algunos años, abriendo una taberna. Pero tantos años en el ejército la habían dejado a ella y su marido poco adaptables a una vida sedentaria. Durante un tiempo, se movieron por Inglaterra e Irlanda, viviendo de la realización de diversos trabajos así como la celebridad otorgada por su estancia en el ejército. Finalmente, fue admitida al Hospital Real de Chelsea como uno de sus pensionistas. La señora Davies fue enterrada, a petición propia, con honores militares plenos como otros pensionistas militares del Hospital Real de Chelsea.